# Evolution
Evolution sau Novell Evolution (fost Ximian Evolution, înainte de achiziționarea companiei Ximian de către Novell în 2003) este software-ul oficial pentru gestiunea informațiilor personale, calendar și lucru colaborativ din mediul GNOME. Evolution combină funcționalitățile de client de e-mail, calendar, agendă electronică de adrese și gestiunea taskurilor. A făcut parte din GNOME începând cu versiunea 2.8 din septembrie 2004. Dezvoltarea software-ului Evolution este sponsorizată în principal de Novell.
Interfața utilizator și funcționalitățile sunt similare celor ale software-ului Microsoft Outlook. Printre funcționalități se numără suportul pentru iCalendar, indexare pe întregul text al tuturor mesajelor e-mail primite, filtre de e-mail implementabile în Scheme, și o funcționalitate de „Search Folders” (căutări salvate care arată ca foldere de e-mail obișnuite).
Evolution se poate conecta la toate versiunile de Microsoft Exchange Server cu excepția lui Exchange 2007 prin interfața web și un add-on care a fost denumit Ximian Connector. Cu ajutorul lui gnome-pilot, el poate fi sincronizat cu dispozitive Palm Pilot, iar OpenSync îi permite sincronizarea cu telefoane mobile și cu PDA-uri.
Evolution este licențiat sub GNU General Public License și deci este software liber.